# Trentepohlia elegantissima
Trentepohlia elegantissima är en tvåvingeart som beskrevs av Alexander 1961. Trentepohlia elegantissima ingår i släktet Trentepohlia och familjen småharkrankar. Inga underarter finns listade i Catalogue of Life.